# Leščevje
Leščevje je naselje v Občini Ivančna Gorica.